# Ciudad de Cuetzalan
Ciudad de Cuetzalan ist eine etwa 6000 Einwohner zählende Stadt und der Hauptort des Municipio Cuetzalan del Progreso mit insgesamt etwa 45.000 Einwohnern im mexikanischen Bundesstaat Puebla. Die Stadt zählt seit 2002 zu den sogenannten Pueblos Mágicos.

## Lage
Ciudad de Cuetzalan liegt in der Sierra Norte de Puebla auf etwa 930 m Höhe ü. d. M. und ist ca. 175 km (Fahrtstrecke) in nordöstlicher Richtung von der Stadt Puebla entfernt. Bis zur Küste des Golfs von Mexiko sind es etwa 65 km (Luftlinie). Die archäologische Zone von Yohualichan befindet sich knapp 8 km nördlich.

## Bevölkerung
Etwa zwei Drittel der Einwohner sind Indios verschiedener Stammesgruppen; etwa ein Drittel sind Mestizen. In den Dörfern auf dem Lande wird mehrheitlich Nahuatl gesprochen, aber die meisten Menschen in der Stadt sprechen auch Spanisch.

## Wirtschaft
Auf den fruchtbaren Böden im Umland wird Ackerbau und Viehzucht betrieben; hier finden sich auch mehrere Kaffeeplantagen. Die Stadt selbst diente als Marktort sowie als Handels-, Handwerks- und Dienstleistungszentrum.

## Geschichte
Wie die archäologische Stätte von Yohualichan beweist, war die Gegend bereits in vorspanischer Zeit besiedelt. Im Jahre 1485 geriet die gesamte Region unter die Kontrolle des Aztekenreichs; der aztekische Name lautete Quetzallan, was möglicherweise darauf verweist, dass die Tribute in Form von Federn oder Federschmuck entrichtet wurden – der Vogel im Stadtwappen knüpft an diese Überlieferung an. Die Spanier eroberten den Ort im Jahr 1522, und die etwa 30 Jahre später hier eintreffenden Mönche des Franziskanerordens errichteten bereits im 16. Jahrhundert eine erste Kirche, die später im barocken Stil erneuert wurde und im ausgehenden 19. Jahrhundert, als dem Ort die Stadtrechte verliehen wurden (1895), eine neue Westfassade erhielt.

## Sehenswürdigkeiten
- Einige Gassen und Bauten rund um den zentralen Platz (parque central) zeigen noch koloniales Flair.
- Die wichtigsten Bauten der Stadt befinden sich am zentralen Platz. Der schmucklose Uhrturm (torre de reloj) gilt vielen als der einzige Überrest der ersten Kirche des Ortes.
- Die in strengem barocken Stil erbaute Kirche San Francisco de Asís stammt aus dem 17. Jahrhundert; sie erhielt in der Zeit des ausgehenden 19. Jahrhunderts eine mächtige neoromanische Fassade mit einem 68 m hohen zentralen Turm. Das dreischiffige und gewölbte Langhaus endet unter einer belichteten Vierungskuppel. Hinter dem Altar erhebt sich eine imposante auf kannelierten Säulen ruhende Baldachinkuppel mit abschließendem Kreuz, die den Tabernakel birgt.
- Bei der in den Jahren nach 1880 erbauten Capilla de la Purísima Concepción (genannt La Conchita) treten spielerische neobarocke Stilelemente deutlicher hervor. Bemerkenswert sind der zierliche Turm und der kielbogenförmig gestaltete Giebel.
- Die Iglesia de los Jarritos des Santuario de Guadalupe ist ein neogotischer Bau, der im Jahr 1895 fertiggestellt wurde und sich auf dem Friedhof der Gemeinde befindet. Das Innere der Kirche beherbergt ein Gemälde der Jungfrau von Guadalupe.
- Im ehemaligen Rathaus (palacio municipal) am Parque Central ist ein völkerkundliches Museum untergebracht.

Umgebung

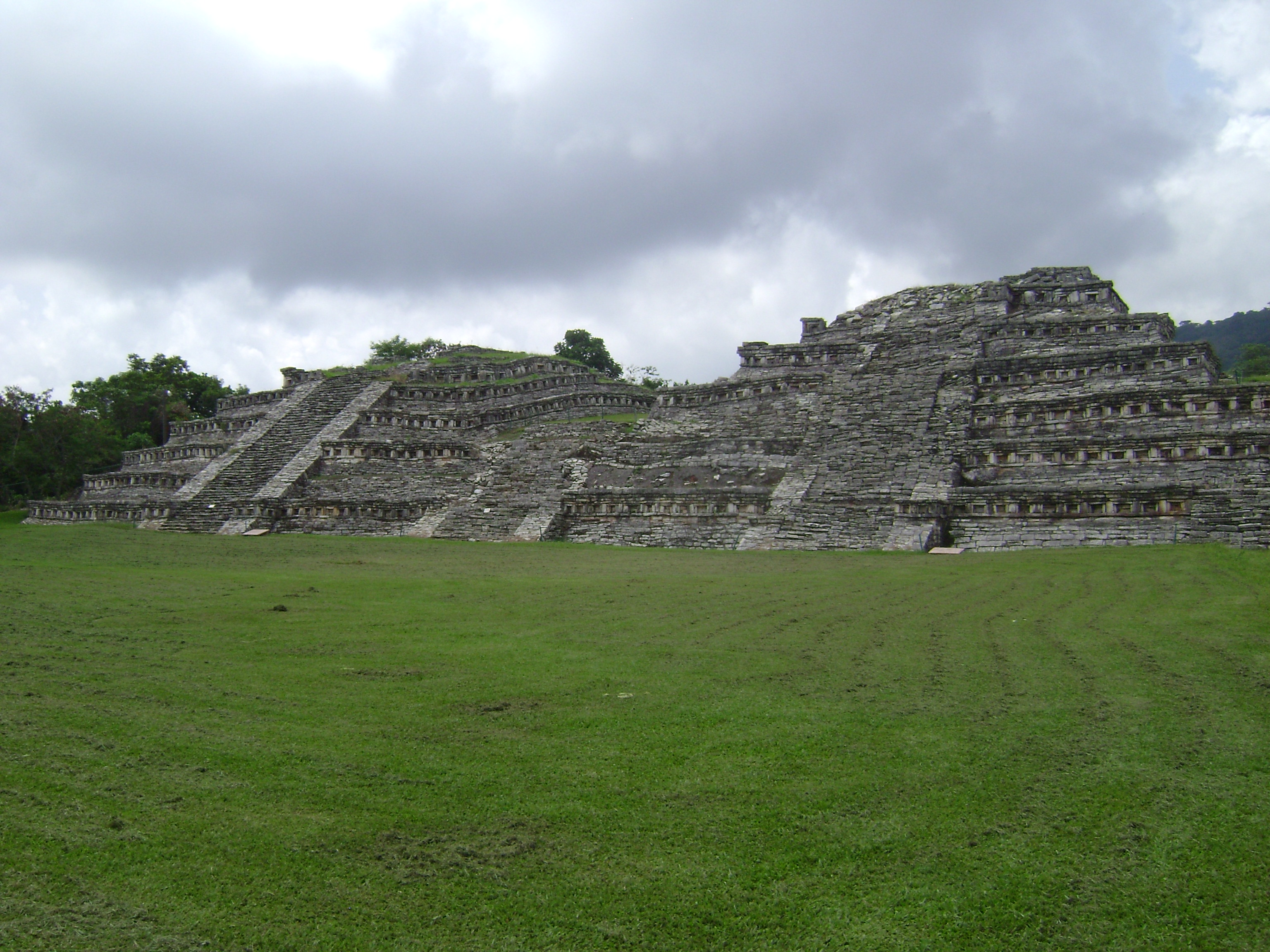
Nischenpyramiden von Yohualichan

- In der wasserreichen Umgebung des Ortes gibt es mehrere idyllisch gelegene Wasserfälle (cascadas) und Felsgrotten (grutas).
- Das präspanische Kultzentrum von Yohualichan enthält mehrere Tempelpyramiden; die beiden größten haben jeweils eine leicht aus dem gestuften Baukörper hervortretende Mitteltreppe mit seitlichen Begrenzungsmauern. Die ehemals an der Spitze befindlichen Tempel sind durch Naturkräfte vielleicht von Menschenhand zerstört worden. Die Bauten der Anlage stehen eindeutig in der Nachfolge der etwa 50 km (Luftlinie) nördlich gelegenen totonakischen Nischenpyramide von El Tajín.

## Feste
Jährlich in der ersten Oktoberwoche, rund um den Festtag des Stadtpatrons Franz von Assisi, findet auf dem zentralen Platz der Stadt das Spektakel der Voladores statt, bei dem sich vier junge Männer, deren Knöchel mit Seilen umwickelt sind, von der Spitze eines 31 m hohen Mastes – angeblich dem höchsten ganz Mexikos – hinabstürzen. Da die Seile zuvor um den Mast gewickelt waren, drehen sich die Männer langsam mit dem Kopf nach unten wie schwebend oder fliegend bis zum Erdboden hinab. Ein fünfter steht auf der nur etwa 30 cm messenden Mastspitze und spielt Flöte.